# NGC 783
NGC 783 je spirální galaxie v souhvězdí Trojúhelníku. Její zdánlivá jasnost je 12,2m a úhlová velikost 1,60′ × 1,4′. Je vzdálená 237 milionů světelných let, průměr má 110 000 světelných let. Galaxie je a Markarjanova galaxie. Je členem skupiny galaxií galaxie NGC 777, jejímiž členy  jsou NGC 750, NGC 751, NGC 761, NGC 777, NGC 785, NGC 789, a další galaxie nezařazené do katalogu NGC.
Galaxii objevil 22. září 1871 Édouard Jean-Marie Stephan, podle pozdějšího pozorování  Edwarda Barnarda je také katalogizována v Index Catalogue jako IC 1765.  